# Нісіяма Такао
Нісіяма Такао (яп. 西山 孝朗, нар. 7 січня 1942 —) — японський футболіст, що грав на позиції захисника.

## Клубна кар'єра
Грав за команду Toyoda Automatic Loom Works.

## Виступи за збірну
Дебютував 1964 року в офіційних матчах у складі національної збірної Японії. У формі головної команди країни зіграв 1 матч.

## Статистика
Статистика виступів у національній збірній.
| Збірна Японії | Збірна Японії | Збірна Японії |
| Роки          | Ігри          | голи          |
| ------------- | ------------- | ------------- |
| 1964          | 1             | 0             |
| Усього        | 1             | 0             |